# Richmond hercege
A Richmond hercege angol főrendi cím, amelyet négy alkalommal hoztak létre. Az első alkalommal Henry FitzRoy, VIII. Henrik angol király törvénytelen fia számára, a címnek nem volt örököse. A második és harmadik alkalommal a címet Lennox hercegei kapták meg, akik a címet adományozó uralkodó közeli rokonai voltak, mind a Stuart-ház tagjai. A negyedik és utolsó alkalommal a címet II. Károly angol király törvénytelen fia kapta, aki egy hónapon belül elnyerte a Lennox hercege címet, majd fia megörökölte az Aubigny hercege címet – ennek elődjét a Lennox hercegek és az ő öccseik viselték –, majd egy házasságot követően megkapták az újra létrehozott Gordon hercege címet is. Richmond hercege a brit főrendben legtöbb hercegi címet viselő herceg a trónörökös Vilmosnak mellett, aki elnyerte a Cambridge hercege címet (2011), majd a trón örököseként automatikusan cornwalli és a rothesay-i herceg lett (2022. szeptember 8.), majd a király Walesi herceggé tette (2022. szeptember 9.). A cím jelenlegi viselője Charles Henry Gordon-Lennox (1955–).
A szócikkben használt speciális jelölés
A szócikkhez szorosan kötődő főnemesi címek mellett előfordulhat a ( 1488 II) jelzés. Ez azt jelenti, hogy a nemesi címet a skót peerage-ben, főrendben hozták létre 1488-ban. Ez volt a cím második létrehozása. Gyakran csak a létrehozás sorszámát jelentő római számokat adjuk meg.

## Richmond és Somerset hercege, első létrehozás (1525)

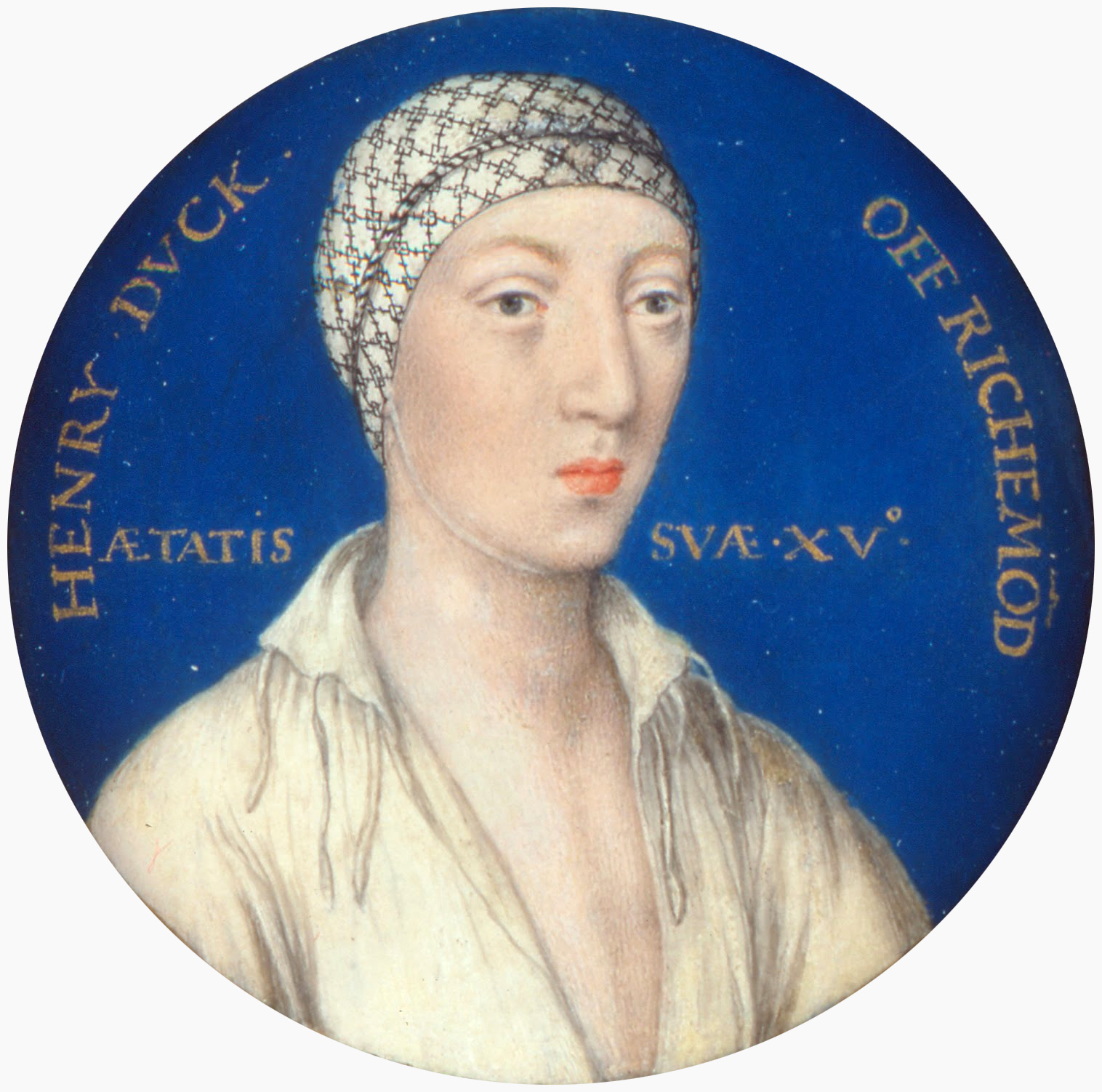
Tudor Henrik richmondi herceg Richmond és Somerset 1. hercege (I)

Henry FitzRoy, Richmond és Somerset hercege (kb. 1519. június 15. – 1536. július 23.) VIII. Henrik angol király és szeretője, Elizabeth Blount fia volt, és az egyetlen törvénytelen gyermeke, akit Henrik elismert. Féltestvére volt I. Máriának, valamint idősebb féltestvére I. Erzsébetnek és VI. Eduárdnak. Vezetékneve, FitzRoy, normann-franciául „a király fia” jelentéssel bír.
Henry FitzRoy-t VIII. Henrik 1525-ben nevezte ki Richmond és Somerset hercegévé, hogy jelentős hatalmi pozíciót biztosítson számára. 1529-ben FitzRoy Észak-Anglia lord helytartója lett, jelentős politikai és katonai hatalmat kapott. Ugyanebben az évben kinevezték Anglia főhadvezérévé és Írország alkirályává, amivel megerősítették pozícióját a királyságban. 1533-ban részt vett a királyi tanácsban, ahol fontos szerepet játszott Anglia vallási és politikai döntéseiben. FitzRoy 1533-ban feleségül vette Mary Howardot, Norfolk hercegének lányát, ezzel megerősítve befolyását az arisztokráciában. A házasság révén a Howard család hatalma és befolyása tovább növekedett Anglia udvarában. 1534-ben FitzRoy támogatta apját a katolikus egyház és a pápaság elleni harcban, mivel a királyi család az anglikán egyház függetlenségét szorgalmazta. 1536-ban, fiatalon, mindössze 17 éves korában, FitzRoy váratlanul meghalt, ami politikai válságot idézett elő. FitzRoy halála után több spekuláció is napvilágot látott arról, hogy mérgezés áldozata lett, mivel sokan tartottak befolyásától. Halála után a Richmond hercegi cím kihalt, és többé nem adták újra senkinek egészen a XVII. századig.

## Richmond hercege, második létrehozás (1623)
A Richmond hercege cím második és harmadik létrehozása Lennox hercegeit, a Stuart királyok közeli rokonait illette, a cím viselőiről ott olvashat bővebben.
Ludovic Stewart (1574–1624),  Lennox 2. hercege (I),  Richmond 1. hercege (II).

## Richmond hercege, harmadik létrehozás (1641)
James Stuart (1612–1655),  Richmond 1. hercege (III),  Lennox 4. hercege (I)
Esmé Stewart (1649–1660),  Richmond 2. hercege (III),  Lennox 5. hercege (I)
Charles Stewart (1639–1672),  Richmond 3. hercege (III),  Lennox 6. hercege (I)
- Ludovic Stewart, Lennox 2. hercege és Richmond 1. hercege (1574–1624) portréja, XVII. századi ismeretlen festő műve.
- James Stuart (1612–1655), Richmond és Lennox hercege, Anthony van Dyck festménye 1633-35 körül.[m 1]
- Peter Lely (1618–1680) olajfestménye 1668 körül készült. A képen Charles Stewart, Richmond 3. hercege, 6. Lennox hercege és Aubigny 12. urának portréja a Térdszalagrenddel. A kép a Lennoxlove kastély gyűjteményében látható (2024)

## Richmond hercege, negyedik létrehozás (1675)
Louise Renée de Penancoët de Kérouaille 1649 szeptemberében született Kérouaille-ban. Guillaume de Penancoët, Kérouaille ura (Sieur) és Marié de Ploeuc lánya volt. II. Károly angol király egyik szeretőjévé lett, egyetlen törvénytelen fiuk, Charles, 1672-ben született. Egy év múlva Kérouaille megkapta a Portsmouth 1. hercegnője címet ( 1673). 1675-ben a fiuk Richmond és Lennox hercege lett, Charles felvette a Lennox vezetéknevet. E címeket korábban negyedfokú unokatestvére, az 1672-ben meghalt Charles Stewart viselte, aki egyben Aubigny utolsó ura is volt. 1684-ben Károly kérésére a XIV. Lajos francia király az Aubigny hercegnője ( 1684) örökölhető címet adományozta részére. A francia Aubigny 1672-ig a Stewart/Stuart család birtoka volt, a Lennox grófok és hercegek uradalma. Kérouaille élete utolsó részét Aubigny-ben töltötte, 1734. november 14-én hunyt el Párizsban, 85 éves korában. Az angol címe életre szóló volt, a francia címet – fia halála miatt – unokája örökölte.

Charles Lennox (1672–1723), Richmond 1. hercege, majd Lennox 1. hercege KG IrPC

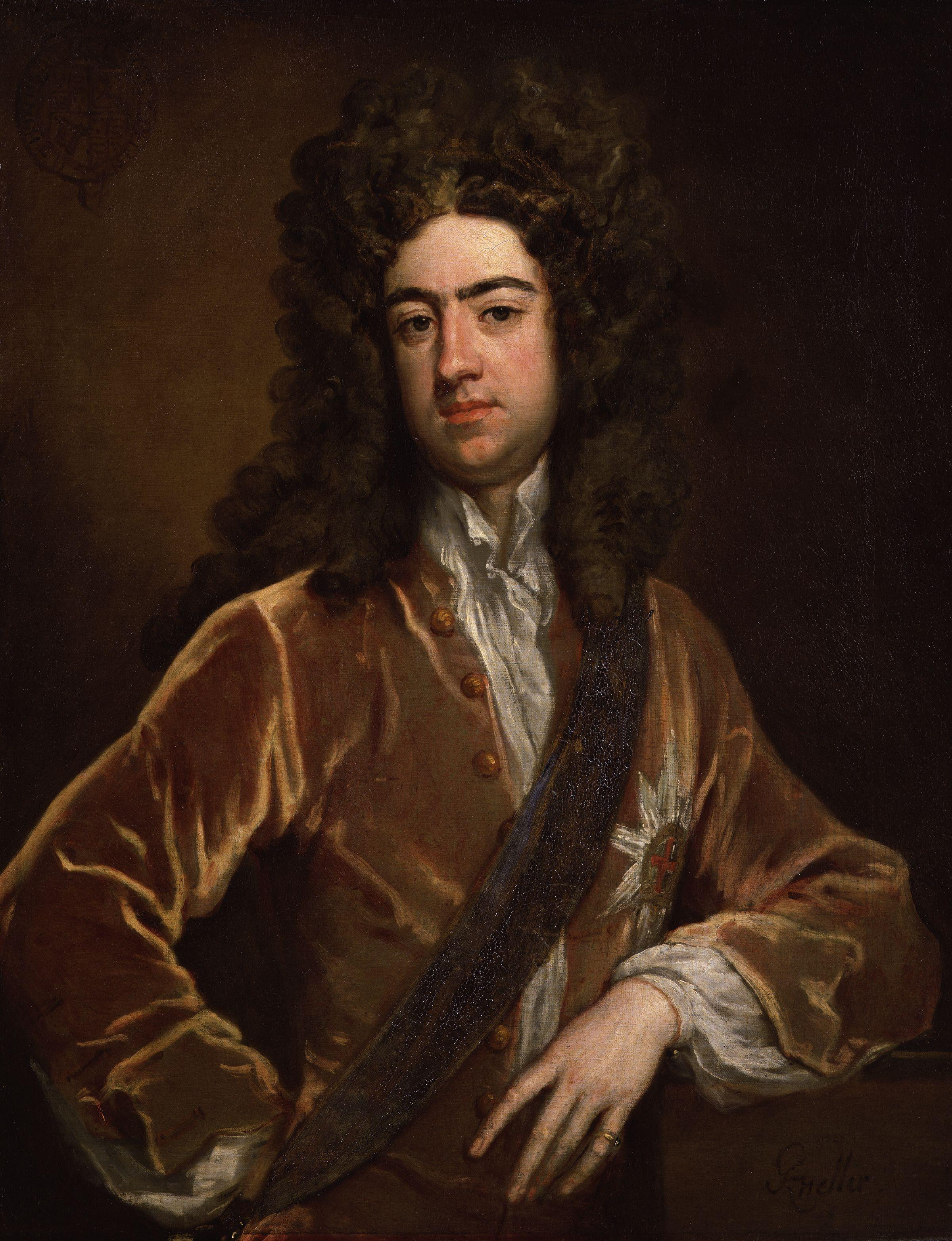
Godfrey Kneller (1646–1723) olaj-vászon képe: Charles Lennox, 1st Duke of Richmond and Lennox, a kép 1703-1710 között készült. A National Portrait Gallery (London) tulajdona

II. Károly angol király szeretőjétől, Louise de Kérouaille-tól született törvénytelen Charles fia részére újra kreálta a Richmond hercege címet ( 1675 IV), majd egy hónappal később a Lennox hercege ( 1675 II) címet. A címekkel járó birtokok mellé évi 2000 fontos (2024-es áron egymilliárd forint) jövedelmet, valamint egy shilling jogdíjat biztosított minden Newcastle-ből szállított üstnyi szén (1524 kg szén) után. Kilencévesen az ősi Lennox birtok melletti Dumbarton vár kapitányává nevezte ki az uralkodó és elnyerte a Térdszalagrendet, három és fél éven át királyi főlovászmester (Master of the Horse).
Richmond első hercege politikai és vallási okokból 1685-ben francia alattvalóvá vált és 1685-ben római katolikusnak vallotta magát, mert édesanyja, Louise de Kérouaille az előző évben kapta XIV. Lajostól az Aubigny hercegnője ( 1684) címet, így biztosították be a cím örökölhetőségét. 1685-ben, amikor Angliában II. Jakab került trónra, aki maga is római katolikus volt, a katolicizmus melletti kiállás Angliában előnyös pozíciókat jelenthetett. Amikor azonban 1688-ban II. Jakabot megfosztották a trónjától, és a protestáns Orániai Vilmos lépett a helyére, 1692-ben Lennox ismét angol alattvaló lett, és visszatért az anglikán hithez, hogy megtarthassa befolyását és vagyonát Angliában. 1693 és 1702 között III. Vilmos szárnysegédje, 1694-ről Skócia főadmirálisa volt. 1705-ben Lennox lemondott minden skót hivataláról.
1702-ben, Richmond özvegy hercegnéjének halálával megszerezte a Lennox birtokokat, amelyeket eladott, a vásárló továbbadta azokat Montrose hercegének. Anna királynő koronázásakor ő vitte a Galambos Jogarat (Sceptre with the Dove). Még a királynő uralkodása vége előtt felhagyott a whig párt támogatásával. 1714. október 16-án I. György Lord of the Bedchamberré, majd 1715. augusztus 5-én ír titkos tanácsossá nevezték ki. 1723. május 27-én hunyt el a sussexi Goodwoodban, és a Westminsteri apátság VII. Henrik-kápolnájában temették el, majd később testét áthelyezték a chichesteri katedrálisba.
Richmond az apjához hasonló könnyed, kellemes modorú volt, de egész életében elvtelen kalandorként viselkedett, később pedig az italozás és egyéb bűnök rabjává vált. 1692–3. január 10. előtt feleségül vette Anne Brudenellt. Dangeau szerint sem a király, sem a királynő nem helyeselte a házasságot, amelyből három gyerek született. Lánya, Anne Kamilla brit királyné nyolcadik felmenője, lásd a családfát!

Charles Lennox (1701–1750), Richmond (Lennox és Aubigny) 2. hercege KG PC

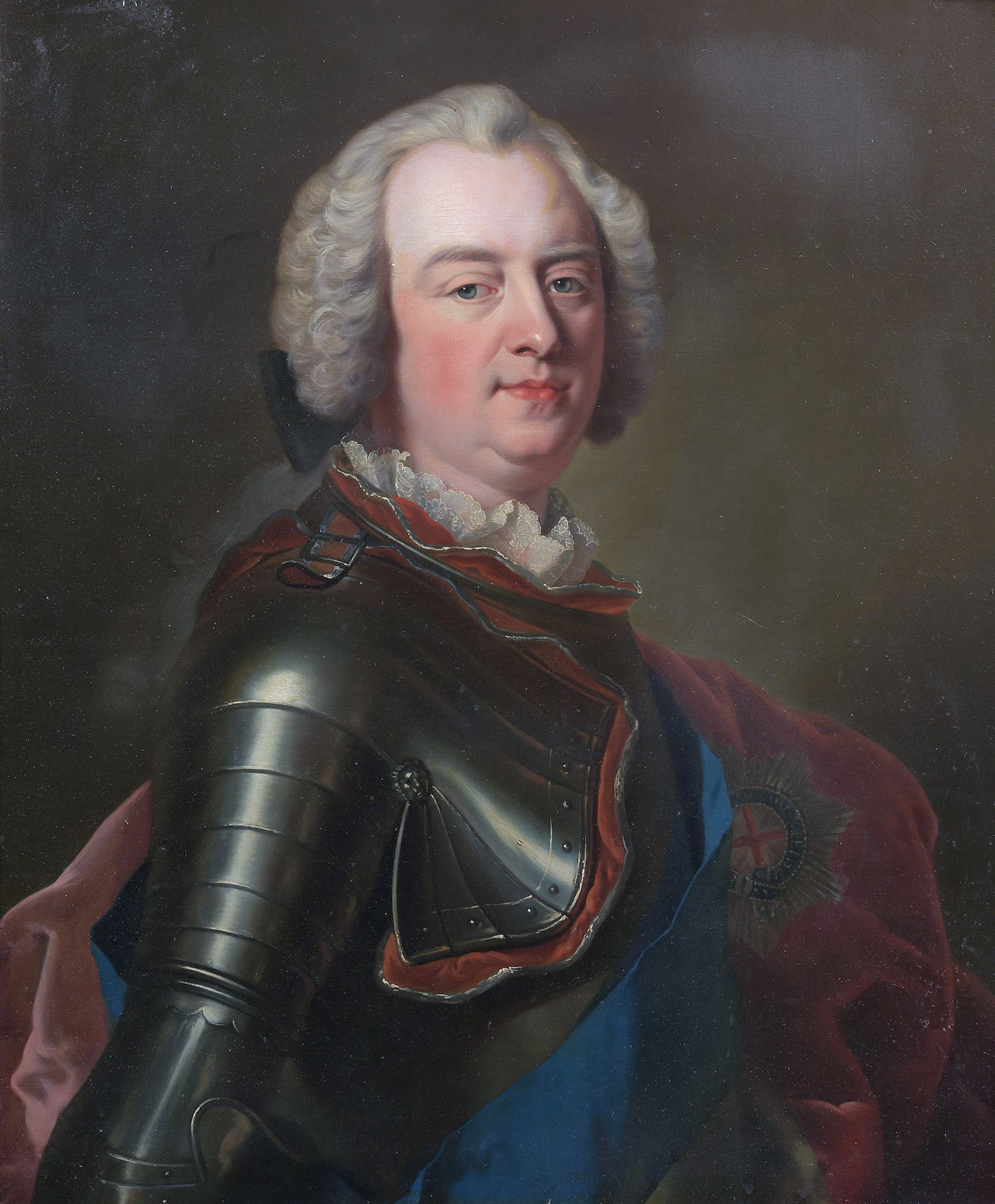
Jean-Marc Nattier (1685–1766) műhelyében készült olaj-vászon kép. Charles Lennox, Richmond 2. hercege (1701-1750)

Charles Lennox, Richmond, Lennox és Aubigny második hercege (1701. május 18. – 1750. augusztus 8.) Londonban született. Belépett a hadseregbe, és 1722. szeptember 5-én kinevezték a királyi lovas gárda kapitányává. 1722-ben Chichester és Newport képviselőjének is megválasztották, de Chichester képviselőjeként foglalt helyet. A hercegi címet 1723. május 27-én örökölte, és 1725. május 27-én Bath-rend, majd 1726. június 16-án a Térdszalagrend lovagja lett. I. György melletti szárnysegédi tisztségét II. György is megerősítette trónra lépésekor, az utóbbi koronázásán, 1727. október 11-én Lennox aznapra Anglia királyi ceremóniamestere lett. A következő héten kinevezték Lord of the Bedchamber-ré, és Cambridge 1728. április 25-én díszdoktorává avatta. Nagyanyja, Portsmouth hercegnéje (Louise de Kérouaille) halálával megörökölte az Aubigny hercege címet Franciaországban.
1735-ben feleskették fel a titkos tanácsba, és Robert Walpole kormányának erős támogatója lett. A király és legidősebb fia közötti konfliktusban 1737–8 során közvetítőként használták. 1742-ben Richmondot vezérőrnaggyá léptették elő, és 1743-ban elkísérte II. György királyt osztrák örökösödési háborúba, jelen volt a Dettingeni csatában, 1745. június 6-án altábornaggyá nevezték ki. Ugyanebben az évben kinevezték az ország távollévő királyt helyettesítő kormányzók közé (ezt a tisztséget 1748-ban és 1750-ben ismét megkapta). Elkísérte Vilmost Cumberland hercegét a jakobita lázadók elleni hadjáratában 1745-ben. 1749. július 3-án a Cambridge-i Egyetem orvostudományi doktori címmel tüntette ki, a következő hónapban franciaországi birtokait látogatta meg, majd február 17-én Őfelsége lovas gárdájának ezredesévé nevezték ki, és 1750. augusztus 8-án elhunyt. A Chichesteri katedrálisban temették el, ahová édesapja maradványait is átszállították. 
1719. december 4-én Hágában házasodott össze Sarah-val, aki William Cadogan, Cadogan 1. grófjának legidősebb lánya és örököse volt. A frigy szüleik között létrejött megállapodás volt egy szerencsejáték-adósság törlesztésére. Az esküvő után az ifjú March gróf tanítójával azonnal elutazott a kontinensre, a grófnak rossz emlékei maradtak a feleségéről. Három évvel később, amikor visszatértek Angliába, érkezése estéjén színházba ment, ott megpillantott egy előkelő hölgyet, aki elnyerte tetszését. Kérdésére, hogy ki a hölgy, azt feleték: „A legszebb hölgy, Lady March.” A hercegnek tizenkét gyermeke született Sarah-tól a két legidősebb fiú gyermekkorában meghalt. Lányaik, a Lennox nővérek szépsége korukban közismert volt. Walpole írta egy feljegyzésében, hogy a bálon, ahol részt vett, Richmond herceg „két lánya, Lady Caroline és Lady Emily Lennox voltak a bál szépségei” és „a herceg egész éjjel felesége mellett ült, és a kezét csókolgatta.” 
Lennox oktatása hiányos volt, és talán kissé lassú felfogású, de széles körű ismeretekkel rendelkezett, és bizonyosan nem érdemelte meg a „féleszű” és a „csökönyös”  jelzőket, amelyekkel Karolina királyné illette. Mások „nagyon szórakoztatónak” tartották, „barátságos és nagylelkű ember volt, nemes cselekedeteiben, beszédében és gondolkodásában.” Egy, a herceg goodwoodi birtokáról keltezett levélben, vendége „mindenféle természettudomány iránti szeretetét” dicsérte, és a „legemberségesebb és legjobb emberként” írta le.

Charles Lennox (1735–1806), Richmond (Lennox és Aubigny) 3. hercege  KG PC

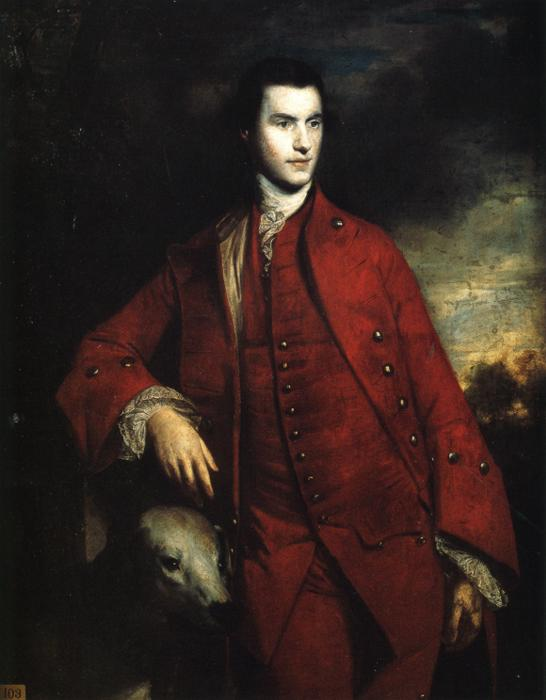
Joshua Reynolds 1758-ban készült olajfestménye Charles Lennoxról, Richmond 3. hercegéről. A kép a Goodwood House-ban található. Richmond kétszer, a hercegné nem kevesebb mint hét alkalommal ült modellt Sir Joshua Reynoldsnak

Charles Lennox (1735. február 22. – 1806. december 29.) a Westminster School diákja volt, majd az európai kontinensen utazott. Belépett a hadseregbe, ahol 1753-ban kinevezték a 20. gyalogezred kapitányává, 1756-ban a 33. gyalogezred alezredesévé, majd 1758-ban a 72. gyalogezred ezredesévé. Számos francia partvidéki expedíción vett részt, és nagy hírnevet szerzett magának az 1759. augusztusi mindeni csatában. Richmond fényes katonai karriert futott be vezérőrnagy (1761), altábornagy (1770), tábornok (1782), a királyi lovasgárda ezredes (1795) végül és 1796-tól tábornagy.
Apja halála után, 1750. augusztus 8-án lett Richmond és Lennox harmadik hercege, először foglalt helyet a Lordok Házában. 1760-ban kinevezték Lord of the Bedchamberré, de hamarosan összetűzésbe került a királlyal, és lemondott. A galambos jogart vitte III. György koronázásán, 1761 szeptemberében, majd 1763. október 18-án Sussex megye hadnagya lett.
1765 augusztusában rendkívüli nagykövetté nevezték ki Párizsba és beiktatták a titkos tanácsba. William Pitt miniszterelnöksége (1766–1768) alatt távol maradt a politikától. Pitt bukása után ismét aktívan politizált, de nem sok sikerrel.  1776 augusztusában Richmond hercege Párizsba ment, hogy regisztráltassa Aubigny hercege címét a francia parlamentben. Charles Watson-Wentworth második kormányának megalakulásakor Richmond a kabineti tagja lett, 1782-ben megkapta a Térdszalagrendet. Egy évvel később lemondott hivataláról, de Pitt hatalomra lépésekor visszatért és teljes erővel vette be magát a parlamenti küzdelmekbe. Számos korábbi kijelentése ellenére Richmond hercege lelkes udvaronc lett, minden reformintézkedéstől elfordult. Rendkívül népszerűtlenné vált. Folyamatosan vádolták a tüzérségi hivatal pazarlásával. A kabinet egysége érdekében Richmondot 1795 februárjában lemondatták.
1800-ban évi 19 000 font járadékot kapott, kiváltva a II. Károly fiának, Richmond és Lennox első hercegének adományozott „a Tyne folyón Angliában felhasználásra szállított szén minden egyes cauldronjára kivetett tizenkét pennys vámot”. 1806. december 29-én hunyt el a sussexi Goodwoodban, 72 éves korában, és a chichesteri katedrálisban temették el, ahol apja és nagyapja is nyugodott.

Charles Lennox (1764–1819), Richmond (Lennox és Aubigny) 4. hercege  KG PC

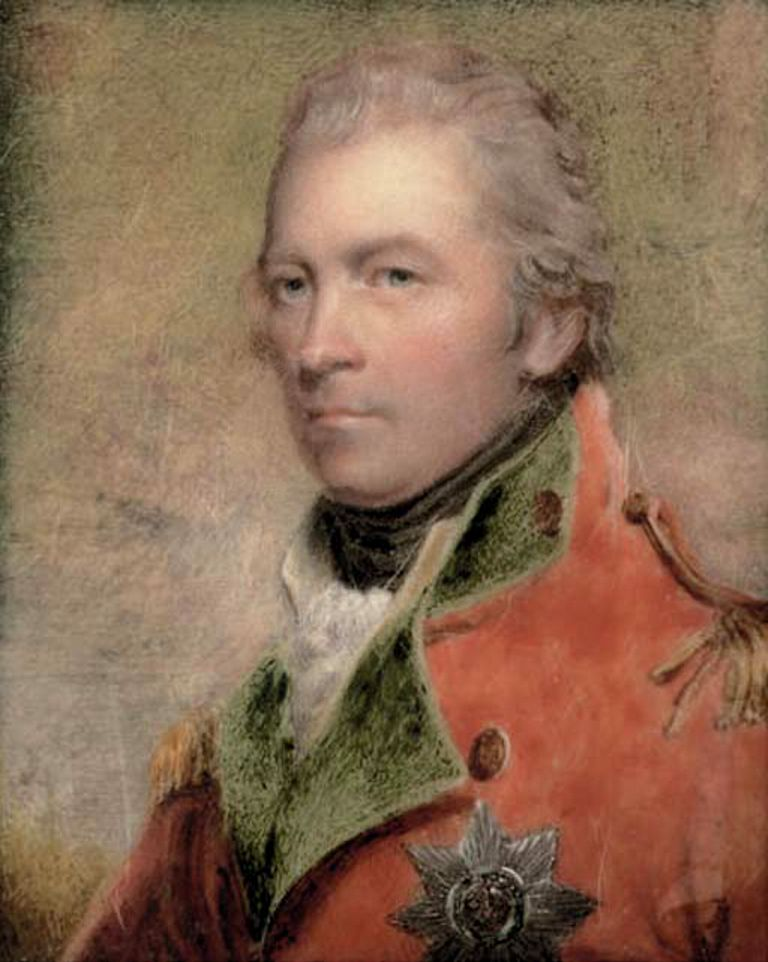
Charles Lennox, Richmond és Lennox 4. hercege, a Térdszalagrend lovagja, vörös kabátban, zöld szegéllyel és arany vállpántokkal, a Térdszalagrend mellcsillagát viselve, aranyozott fakeret zöld bársony háttérrel. Aláírva és dátumozva: Copied by HCollen 1823. Henry Collen festménye Henry (Hoppner) Meyer műve nyomán

Charles Lennox (1764. december 9. – 1819. augusztus 28.) George Henry Lennox  egyetlen fia volt, aki nagybátyja, Richmond 3. hercege után örökölte annak címeit. Amikor 1789-ben a Coldstream gárda kapitánya volt, párbajra hívta ki Frederick királyi herceget. Lennox golyója súrolta a herceg fürtjét, míg a herceg a levegőbe lőtt. A gárda tisztjei határozatot hoztak, miszerint Lennox „bátran viselkedett, de a körülmények sajátossága miatt nem ítélte meg helyesen a helyzetet”, így Lennox június 20-án elcserélte kapitányi beosztását az Edinburgh-ban állomásozó  35. gyalogezred ezredesi rangjára. Amikor Lennox csatlakozott az edinburgh-i ezredhez, a kastélyt kivilágították a tiszteletére. Nagyon népszerű lett az ezredében, mivel együtt krikettezett a közkatonákkal, ami akkoriban szokatlan engedékenység volt egy tiszttől. Ezután ezredével a Kis-Antillákon szolgált. 1794-ben Dominikán a sárgaláz megtizedelte az ezredet, negyven tiszt és hatszáz katona esett áldozatul. 1795-ben kinevezték a király szárnysegédévé, majd 1798-ban vezérőrnagy lett. 1800-ban ezredparancsnokká, 1803-ban pedig a 35. gyalogezred ezredesévé léptették elő. 1805-ben altábornagy, majd 1814-ben tábornok lett. Apja utódaként 1790-ben Sussex parlamenti képviselője egészen addig, amíg 1806. december 29-én, nagybátyja halála után át nem vette a Richmond és Lennox hercegi címet. A következő év április 1-jén beiktatták a titkos tanácsba, és kinevezték Írország lord hadnagyává, Wellesley ezredes (későbbi Wellington hercege) beosztottjává. 1813-ig töltötte be ezt a tisztséget, majd családjával Brüsszelbe költözött. 
Charlotte Gordont 1789. szeptember 9-én vett el, hét fiuk és hét lányuk született. 1815. június 15-én, a Quatre Bras-i csata előtti éjszakán a herceg és a hercegné híres bált rendezett, amelyről Byron versében is említést tesz. Richmond jelen volt a waterlooi csatában Wellington herceg kíséretében. 1818-ban kinevezték Kanada brit főkormányzójává. 1819 nyarán a Rideau-csatorna tervezett vonalát járta be, amikor egy fiatal róka megharapta, augusztus 20-án  veszettségben halt meg.

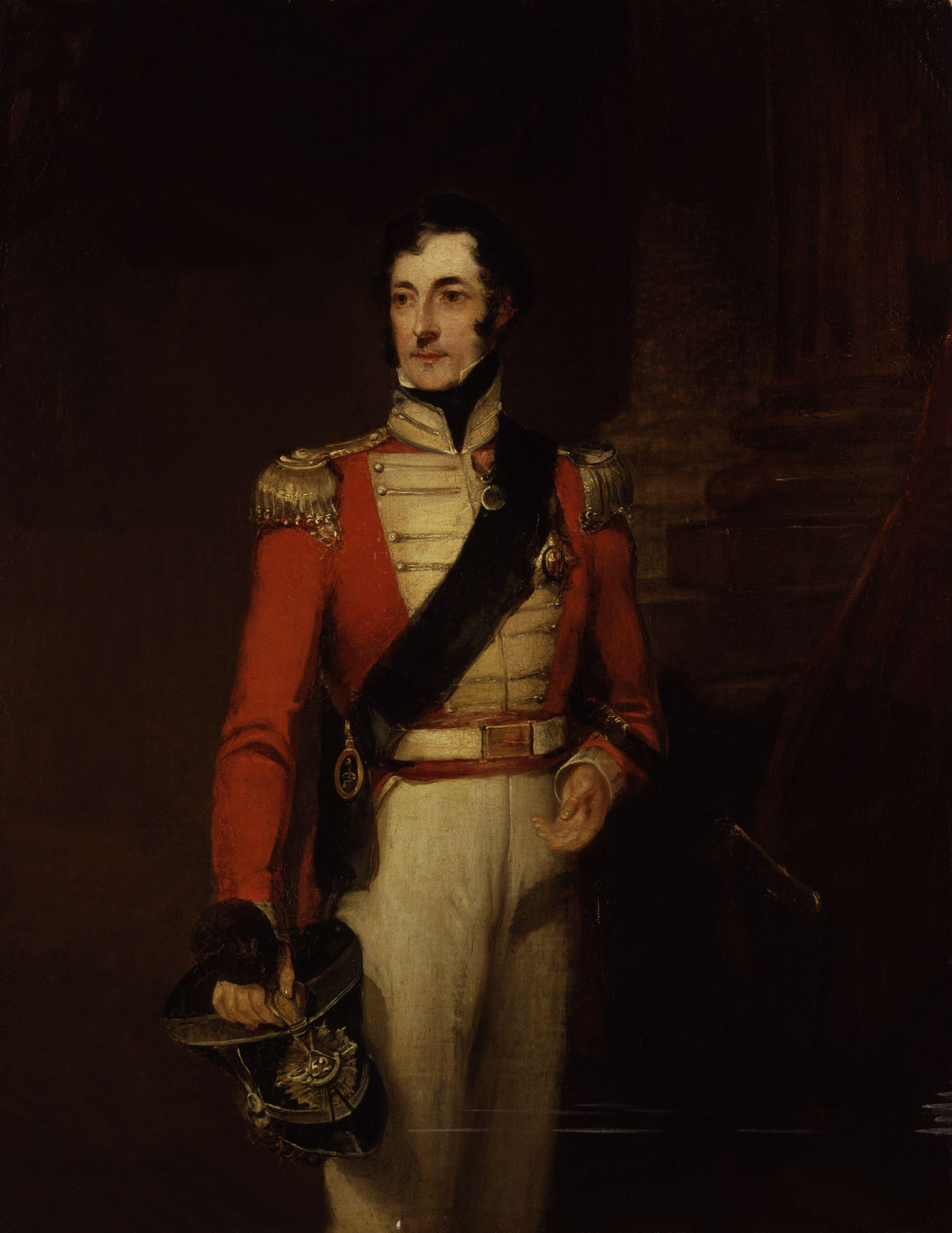
William Salter (–1875) olajfestménye. Charles Gordon-Lennox, Richmond és Lennox 5. hercege. A kép a londoni National Portrait Gallery-ben található (2024)

Charles Gordon-Lennox (1791–1860), Richmond (Lennox és Aubigny) 5. hercege KG PC
Charles Gordon-Lennox (1791. augusztus 3. London – 1860. október 21.) a Westminster Schoolban tanult, majd 1810. június 21-én kinevezték hadnagynak a 13. (könnyű) dragonyosezredbe. Miután szárnysegédként szolgált apja mellett, Portugáliába ment a Félszigeti háborúba, mint Wellington herceg szárnysegéde és segéd katonai titkára. Az 52. gyalogezred kapitányaként vett részt vett az orthezi csatában 1813. február 27-én, és súlyos mellkasi sérülést szenvedett. A németalföldi hadjárat során Orange hercegének szárnysegédje volt, miután a herceg megsebesült Waterloo-nál, Wellington törzskarához csatlakozott, mint különleges szárnysegéd. 1816. július 25-én alezredessé léptették elő, megkapta az ezüst háborús érmet. A Lordok Házában elmondott beszéde hatására 1847-ben végre kiosztották a félszigeti háborús érmet a veteránoknak.
1812 és 1819 között Chichester tory képviselője volt az alsóházban, majd apja címeit örökölve átült a felsőházba. Charles Grey (1764–1845) reformkormány megalakulásakor, 1830 novemberében) a herceget – némi hezitálás után – Postmaster General-á nevezték ki. Kabinetminiszterként „éles és gyors volt, a király kedvelte, határozottan kiállt Durham ellen, jobban, mint bárki más a kabinetben, és összességében nem volt jelentéktelen”. Aktívan részt vett a parlament munkájában akkor is, amikor kikerült a kormányból. Liberális földbirtokos, lelkes mezőgazdász, és a Southdown-juh tenyésztésének javítója volt.
Richmond 1817. április 10-én feleségül vette Caroline Pagetet, Anglesey 1. márkijának legidősebb lányát. Házasságukból tíz gyermek született. A herceget 1828-ban a Térdszalagrend lovagjává nevezték ki, 1816-ban XVIII. Lajos megerősítette számára az Aubigny hercege címet. 1836-ban, anyai nagybátyja, az ötödik és utolsó Gordon herceg halálát követően királyi engedéllyel felvette a Gordon vezetéknevet is. 1860. október 21-én ödémás megbetegedésben hunyt el.

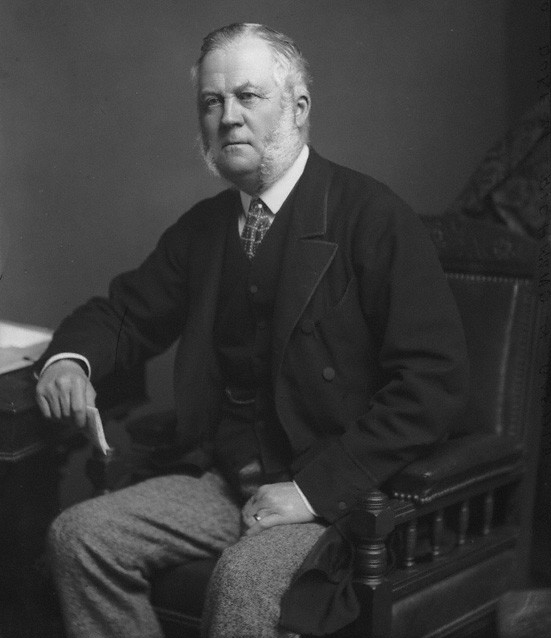
Ezt a képet Alexander Bassano (1829–1913) Charles Henry Gordon-Lennoxról, Richmond 6. hercegéről, Lennox 6. hercegéről és Gordon 1. hercegéről készült. A kép a National Portrait Gallery (London) tulajdona

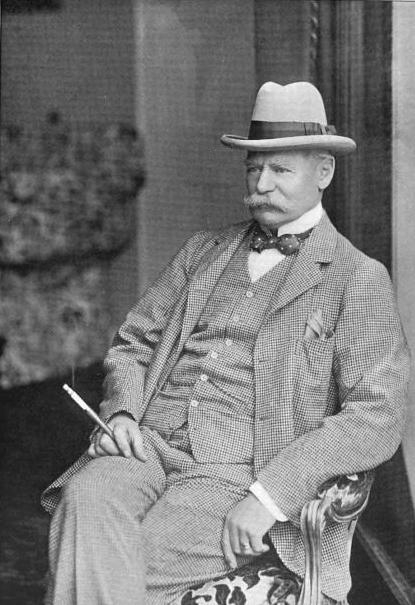
Charles Gordon-Lennox, Richmond 7. hercege, 1907.

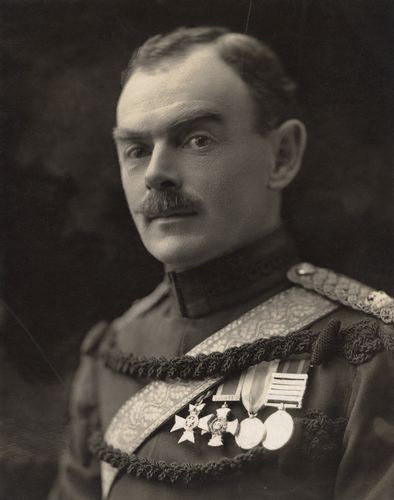
Az 1920-ban készült fénykép Charles Henry Gordon-Lennox alezredesről, Richmond 8. hercegéről és Gordon 3. hercegéről

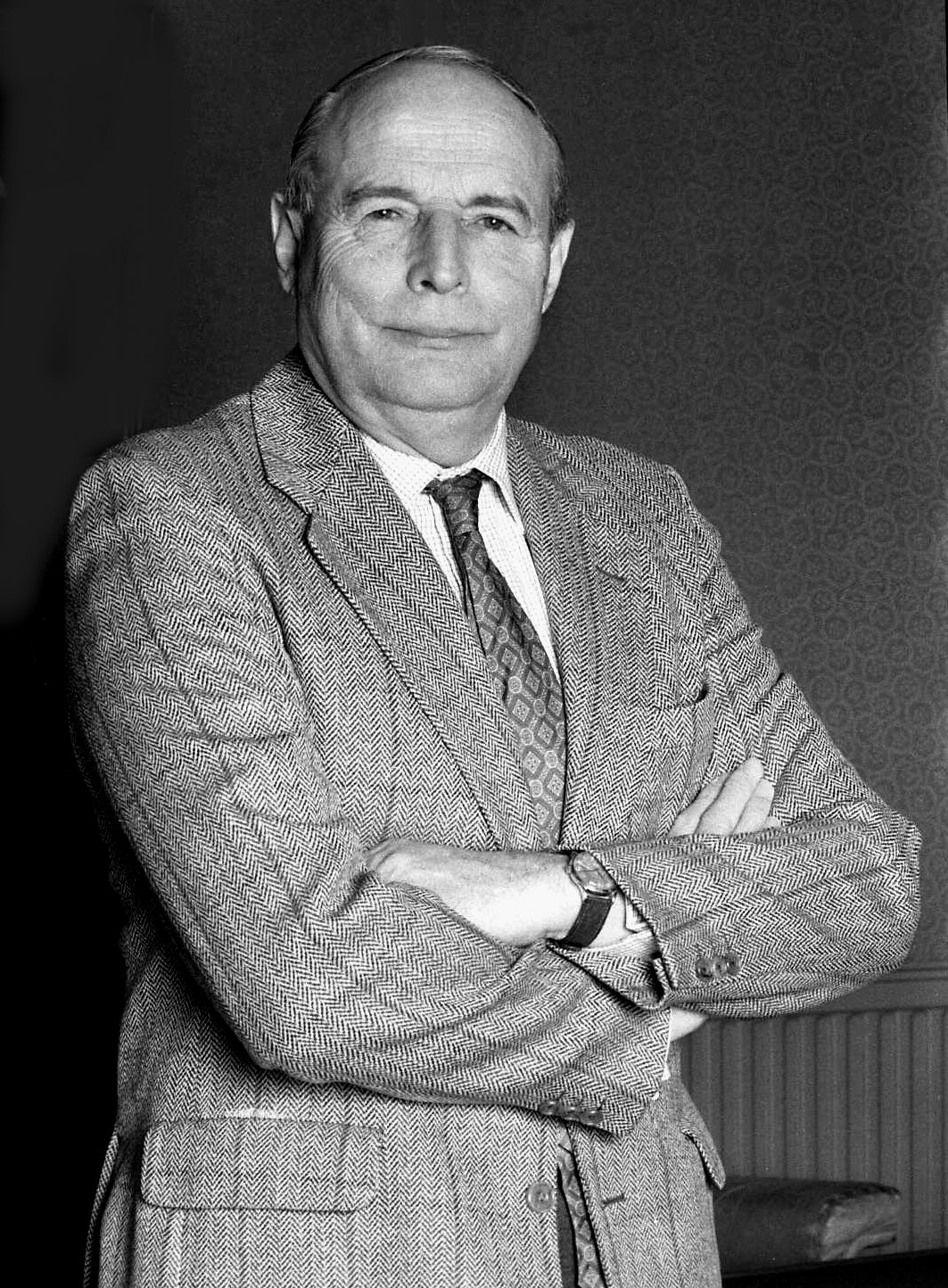
Charles Henry Gordon-Lennox Richmond és Lennox 10. és Gordon 5. hercege

Charles Henry Gordon-Lennox (1818–1903), Richmond (Lennox és Aubigny) 6. hercege, 1876. január 13-tól Gordon 1. hercege (II) KG PC
Charles Henry Gordon-Lennox (1818. február 27. – 1903. szeptember 27.) a hercegi cím öröklése előtt a Westminster Schoolban és az Oxfordi Egyetem Christ Church kollégiumában tanult, ahol 1839-ben szerzett bölcsészdiplomát. Zászlóvivő hadnagyként lépett be a Királyi Lovasgárdába, ahonnan 1844-ben kapitányként vonult vissza, de nem vett részt aktív szolgálatban. Apjához hasonlóan Wellington hercegének (1842–52) és utódjának volt szárnysegédje (1852–54). Eközben az 1841-es általános választásokon West Sussex konzervatív képviselőjeként megválasztották, a helyet apja haláláig, 1860-ig töltötte be. Gyakran felszólalt és elismert szaktekintély lett a mezőgazdasági kérdésekben. 1859-ben pár hónapon át Lord Derby második kormányának tagja volt. 1867-ben a Térdszalagrend lovagjává nevezték ki. 1870 és 1876 között a konzervatív párt vezetője a Lordok Házában. Benjamin Disraeli kormányának 1874. februári megalakulásakor Richmond a Titkos tanács elnöke lett, a parlamentben is aktív volt 
1876. január 13-án Richmond hercege megkapta a másodjára létrehozott Gordon hercege címet ( 1876 II)
 Richmond hercegei ezzel az Egyesült Királyságban azóta is egyedülálló módon négy hercegi cím birtokosai (bár francia cím ugyan jogilag megszűnt Franciaországban). Változatlanul a Richmond címet használják, mert az a cím a legrégebbi, legkorábban újra létrehozott.
A Parlamentben továbbra is a mezőgazdaság volt a kedvenc témája. 1878-ban, a marhavész járvány elleni védekezést vezette, a fő eredménye a mezőgazdasági bérleti törvény, amelyet 1883-ban a liberális kormány fogadott el, valamint a mezőgazdasági hivatal létrehozása. 1881-ben az ír földtulajdonról szóló jelentés véleményezésével szított érdemi vitát. A választójogi törvény körül 1883-ben kirobbant vita kapcsán Viktória királynő is elismerte Richmond hercege kompromisszum kereső és békéltető magatartását, azt, hogy közvetítése értékes volt. Az 1885-86-os rövid életű konzervatív kormány alatt a Skóciáért felelő államtitkárként tevékenykedett, de amikor a második Salisbury-kormány megalakult 1886-ban, szándékosan Skóciába utazott, ezzel eltávolítva magát a politikai életből. Visszavonult a közéletből, rövid betegség után 1903. szeptember 27-én hunyt el a Gordon kastélyban, és a Chichester katedrális családi kriptájában temették el.
Richmond hercege számos tisztséget viselt az említettek mellett. 1861-ben az Aberdeeni Egyetem kancellárjává nevezték ki, 1895-ben tiszteletbeli jogi doktorátust kapott , 1879-ben Banff megye főhadnagyává , Sussexben apja utódjaként a megyei bíróság elnöke lett, a West Sussex megyei tanács elnökeként is szolgált. Csatlakozott a Királyi Mezőgazdasági Társasághoz annak 1838-as alapítása után hat hónappal, tanács tag volt 1852–1857, majd 1866-tól haláláig; 1869-ben kurátornak választották, és 1868-ban, amikor a kiállítást Leicesterben tartották, valamint 1883-ban, amikor Yorkban rendezték, elnökként tevékenykedett. Az 1883-as közgyűlésen Eduárd walesi herceg „a gazdák barátjaként” szólította meg, amit a herceg élete legbüszkébb címének tartott. 1894-ben, amikor a kiállítást Cambridge-ben rendezték, tiszteletbeli jogi doktorátust kapott, miután 1870-ben az oxfordi egyetem díszdoktora lett polgári jogból.
Örökölte és fejlesztette a híres southdown juhállományt Goodwoodban és a shorthorn szarvasmarha-állományt a Gordon kastélyban. Nagylelkű földbirtokos volt; számos bérlő és kisbirtokos Speyside-on csupán jelképes bért fizetett, és 1878-ban 15 000 fontért beton kikötőt építtetett Port Gordon számára. Goodwood kastélyában 1873-ban vendégül látta II. Sándor orosz cárt és feleségét, gyakran látogatta meg a német trónörökös és felesége, ahogy VII. Eduárd király és Alexandra királyné.

Charles Henry Gordon-Lennox (1845–1928), Richmond (Lennox és Aubigny) 7., Gordon 2. hercege KG GCVO CB
Charles Henry Gordon-Lennox (1845. december 27. – 1928. január 18.) az Eton College-ben tanult 1859 és 1863 között. Utána a Sziklás-hegységben vadászott, és a telet egy faházban töltötte. Két évvel később csatlakozott a Grenadier Guards-hoz, de 1869-ben visszavonult, miután West Sussex parlamenti képviselőjévé választották. Ezt a választókerületet képviselte az 1885-ös általános választásokig, amikor annak megszűnése után Chichester képviselőjeként tért vissza az Alsóházba. Ezt a mandátumot 1889-ig töltötte be. Körülbelül ekkor nevezték ki egyházi biztosnak, amely pozíciót 1903-ig betöltötte.
A részmunkaidős Royal Sussex Light Infantry Militiában szolgált, ahol 1876-ban alezredessé, 1887-ben a Royal Sussex Regiment 3. (Milícia) zászlóalj alezredes-parancsnokává  léptették elő. Charles Henry és testvére, Algernon szolgált a második búr háborúban, a háborúban nyújtott szolgálataiért 1902-ben a Bath-rend tagja lett. 1902-től Elginshire főhadnagya , 1903-tól Banffshire főhadnagya is.
1903. szeptember 27-én, apja halálával lett Richmond és Lennox 7. hercege, valamint Gordon 2. hercege, továbbá az Aubigny hercegi címet is örökölte. 1904-ben VII. Eduárd király a Királyi Viktoriánus Rend Nagykeresztjének lovagjává és a Térdszalagrend lovagjává nevezte ki. A milíciából való nyugdíjba vonulása után 1906-ban a zászlóalj tiszteletbeli ezredesévé nevezték ki.
Richmond hercege kétszer házasodott. Első felesége Amy Mary Ricardo (1847–1879) volt, házasságukból három fiú és két lány született, második felesége Isabel Sophie Craven volt, ebből a házasságból két lány született. A herceg 82 éves korában halt meg Londonban. A Chichester katedrálisban temették el, ahol ősei is nyugodtak.
A herceg halálakor az örökölt családi birtokok, például a Goodwood House, ahol élt, nem tartoztak a hagyaték részéhez. Az általa birtokolt vagyontárgyakat 310 380 fontra becsülték (2023-as értéken körülbelül 23,621,000 font). A családi birtokokban való érdekeltségét 1929-ben 1731 fontra értékelték. 1930-ban a nyolcadik herceg kénytelen volt "jelentős számú festményt és könyvet eladni a Goodwood House-ból és a skót birtokról, a Fochabers melletti Gordon kastélyból" a magas örökösödési illetékek és a növekvő adók miatt.

Charles Henry Gordon-Lennox (1870–1935), Richmond (Lennox és Aubigny) 8., Gordon 3. hercege MVO DSO
Charles Henry Gordon-Lennox (1870. december 30. – 1935. május 7.) a windsori Eton College-ban, majd az Oxfordi Egyetem Christ Churchben kollégiumában tanult. 1895 és 1898 között Írország főparancsnokának helyettese volt, utána a Royal Sussex Regiment 3. (Milícia) zászlóaljánál szolgálva kapitányi rangra léptették elő. 1899 decemberében a dél-afrikai brit erők főparancsnokának, Frederick Robertsnek szárnysegédjévé nevezték ki a második búr háború kezdeti szakaszában. 1914. július 8-án, közvetlenül az első világháború kitörése előtt, a Sussex Yeomanry alezredesévé nevezték ki és az egység parancsnokává vált. 1900-ban megkapta a Kiváló Szolgálat Rendjét (DSO) és őrnagyi rangot kapott az ír gárdában. Végül 1905-ben a Viktória rend tagja lett (MVO). Sussex megye (Anglia) helyettes hadnagya. Morayshire főhadnagya és békebírója is volt. A hercegi címeket 1928-ban örökölte meg, hét évig viselte.

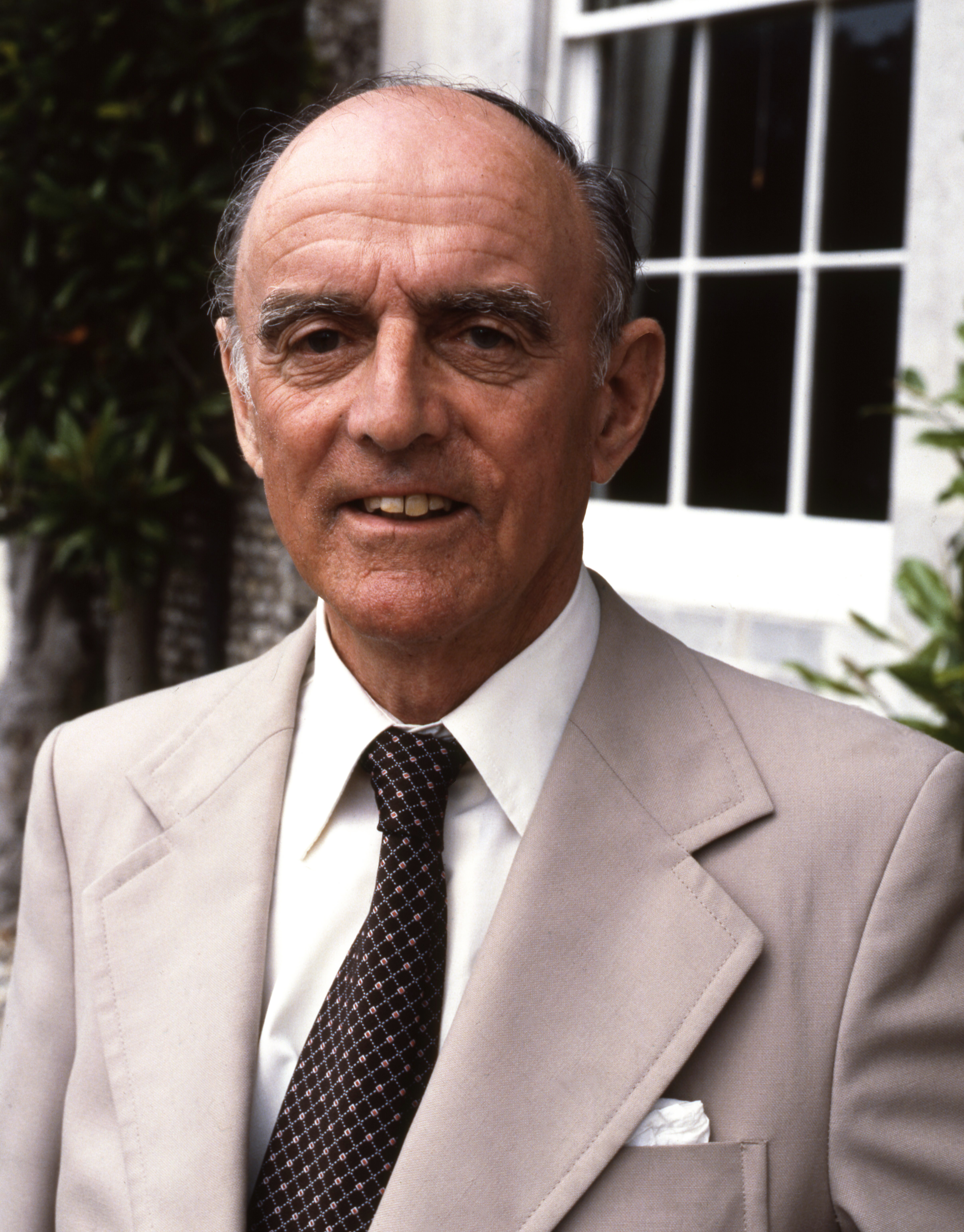
Richmond 9. és Gordon 6. hercege.

Frederick Charles Gordon-Lennox (1904–1989), Richmond (Lennox és Aubigny) 9., Gordon 4. hercege
Frederick Charles Gordon-Lennox (1904. február 5. – 1989. november 2.) bátyja, Charles Henry, a Királyi Gránátosoknál szolgált, 1919-ben halt meg, amikor a szövetségesek beavatkoztak az oroszországi polgárháborúba. A leendő herceg, aki March grófja címet viselte apja jogán, „Freddy March“ néven lett közismert. Az akkori a főnemesi családok hagyománya szerint Eton-ban és az [[Ocfordi Egyetem|Christ Church kollégiumában tanult, a mérnöki tudományok iránt érdeklődött. Gyakornoki éveit a Bentley Motorsnál töltötte az 1920-as években. 1929-ben kezdett autóversenyzői karrierbe, amikor részt vett a JCC High-Speed Trial versenyen. A következő évben csatlakozott az Austin csapathoz, és megnyerte a Brooklands 500 mérföldes versenyt. 1931-ben saját csapatot hozott létre MG Midgets néven, és megnyerte a Brooklands Double Twelve versenyt, de később inkább a motorsport szervezési oldalán tevékenykedett.
1935-ben örökölte a hercegi címeket, valamint a Goodwood House-t és a hozzá tartozó versenypályát Chichester közelében. Az örökösödési illetékek miatt el kellett adnia a családi érdekeltségeket Skóciában, beleértve a Gordon kastélyt, és a Goodwood birtokon telepedett le. Saját tervezésű repülőgépével repült. A második világháború alatt a Királyi Légierőnél szolgált. Egy időre Washingtonban állomásozott.
A háború után a Goodwood második világháború alatt épült vadászrepülőgép bázisból autóversenypályát alakított ki. Az 1948-ban megnyitott Goodwood Circuit fontos helyszínné vált az autóversenyzésben. Azonban 1966-ra a herceg aggódni kezdett az autóversenyzés növekvő kockázatai miatt, és bezárta a pályát, kivéve kisebb klubrendezvényeket és privát teszteléseket.

Charles Henry Gordon-Lennox (1929–2017), Richmond (Lennox és Aubigny) 10., Gordon 5. hercege
Charles Henry Gordon-Lennox (1929. szeptember 19. – 2017. szeptember 1.)az Eton College-ban és a ma már nem működő Anglikán Egyházi teológiai főiskolán, a William Temple College-ban tanult. 1949 és 1950 között a 60. gyalogos lövészezred hadnagya volt. Okleveles könyvvizsgálóként dolgozott, és közel két évtizedet töltött a vállalati szférában, például 19959-1964 között a a szövet-, ruházat-, műszál- és vegyi anyagok gyártó Courtaulds-nál. Számos közéleti, üzleti és egyházi tisztséget viselt, többek között a Sussexi Egyetem kancellárja volt 1985 és 1998 között, valamint az Egyházi Bizottság tagja 1963 és 1976 között. 1960-tól 1980-ig az Anglikán Egyház Általános Zsinatának tagja, valamint az Egyházak Világtanácsának bizottságain tevékenykedett. 1975-től 1990-ig Nyugat-Sussex helyettes hadnagya, majd 1990-től 1994-ig főhadnagya volt. Továbbá a Prisoners Abroad nevű jótékonysági szervezet pártfogója volt, amely külföldön bebörtönzött britek és családjaik jólétével foglalkozik. 2006-ban megalapította a Sussex Community Foundation-t, válaszul a Sussexben tapasztalt súlyos társadalmi szegénységre.
Az akkori March grófja 1951-ben feleségül vette Susan Monica Grenville-Grey-t (1932–2023). Három gyermekük született. A pár a sajtó figyelmének középpontjába került, amikor két, vegyes származású lányt fogadtak örökbe egy olyan időszakban, amikor az Egyesült Királyságban erős volt az idegenellenesség, és az etnikumok közötti házasságokat elítélték. .Mindkét lány Angliában született fehér anyától: Maria édesapja ghánai, Naomié pedig fekete dél-afrikai volt. Az örökbefogadott gyermekek korábban nem használhatták a nemesek gyermekeinek járó címeket és megszólításokat. Ez azonban megváltozott 2004 áprilisában egy királyi rendelettel, amely lehetővé tette, hogy Maria és Naomi is megkapják a „Lady” címet, mint egy herceg lányai.
Charles Henry Gordon-Lennox (1955–), Richmond (Lennox és Aubigny) 10., Gordon 5. hercege CBE

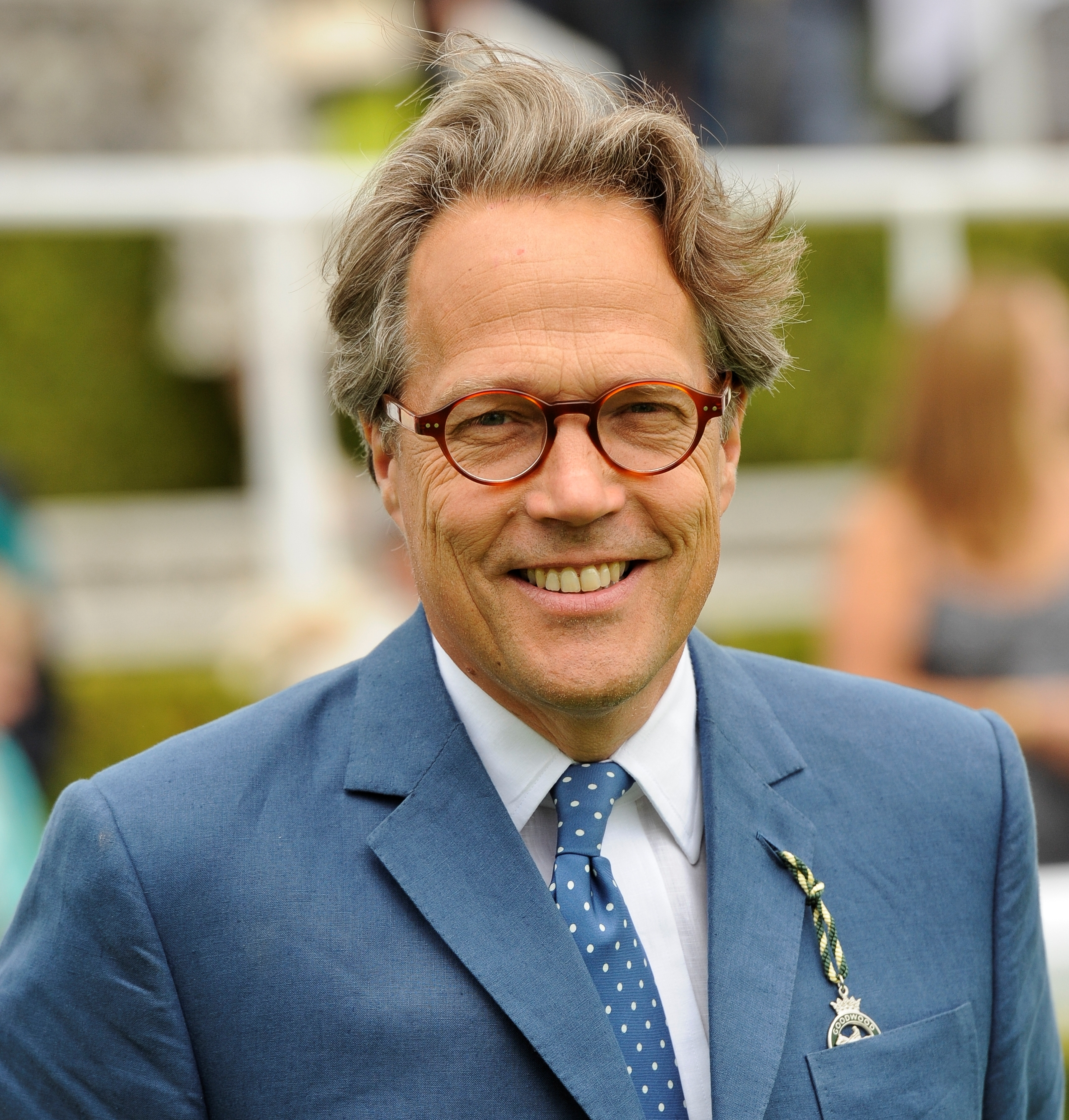
Charles Henry Gordon-Lennox (1955–), Richmond 10. hercege (2011)

A szinte születése óta a filmezésért és fényképezésért lelkesedő Charles Henry Gordon-Lennox (1955. január 8. – ) tanulmányait a windsori Eton College-ban végezte, de az első adandó alkalommal otthagyta az intézményt, hogy 17 évesen Stanley Kubrick filmrendező mellett dolgozhasson a Barry Lyndon filmen.
Goodwoodot a motorsporttal nagyapja, „Freddie“ March kapcsolta össze még 1948-ban,  amikor megnyitotta a Goodwood Motor Circuit-t. A herceg 1993-ban megalapította a Goodwood Festival of Speed rendezvényt. A Goodwood Festival of Speed évente megrendezett motorsport fesztivál, amelyen modern és történelmi motorversenyző járművek vesznek részt hegy-völgyes terepen és egyéb eseményeken, a rendezvényt június végén vagy július elején szokták megtartani. 1995-ben Londonból a családi birtokra, Goodwoodba költözött, hogy átvegye a birtok irányítását, követve a családi hagyományt, amely szerint a birtok igazgatását az örökös veszi át, amikor betölti a negyvenedik életévét. Ezt követően 1998-ban a Goodwood Revival létrehozásával visszahozta az autóversenyeket a pályára, amelyet 1966-ban zártak be.
Családi hagyományt folytatva West Sussex helyettes hadnagya 2006 óta. Richmond 2024-ben megkapta a Brit Birodalom Rend parancsnoki fokozatát (CBE) a kulturális örökség, a sport és a jótékonyság terén végzett szolgálataiért. 2016 januárjában a herceget és hercegnét (akkor még March grófját és grófnőjét) támadás érte, és megkötözték őket egy jelentős ékszerrablás során a Goodwood House-ban.
A herceg kétszer házasodott. Első felesége Sally Clayton volt, egy lányuk született:
- Lady Alexandra Gordon-Lennox (1985)

1989-es válása után, 1991. november 30-án feleségül vette Janet Elizabeth Astort (1961), William, Astor 3. vikomtjának lányát. Tőle egy lánya és három fia született:
- Charles Henry Gordon-Lennox, March és Kinrara grófja (1994. december 20. – ), a családi címek örököse,
- Lord William Rupert Charles Gordon-Lennox (1996. november 29.).
- Lady Eloise Cordelia Gordon-Lennox (2000. március 10.) és ikertestvére
- Lord Frederick Lysander Gordon-Lennox (2000. március 10.)

A hercegi család Goodwoodban él.

## Richmond hercege családfa

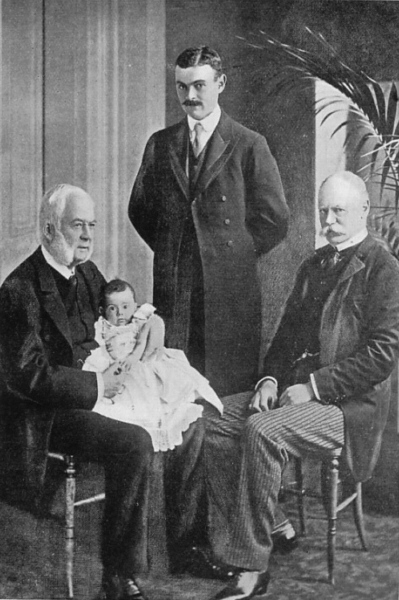
Richmond hercegeinek négy generációja. Bal elöl ül Richmond és Gordon 6. hercege (1818-1903); jobbra ül March és Kinrara grófja (később a 7. herceg) (1845-1928); áll Lord Settrington (később a 8. herceg) (1870-1935). A herceg térdén ülő csecsemő Hon. Charles Henry Gordon Lennox (Lord Settrington fia) (1899-1919)

A családfán nem szerepel az összes leszármazott, nem tüntettük fel az összes feleséget és gyereket.
A családfán feltüntetett személyek esetén a fontosabbak neve kék. A névre kattintva vagy ezen a szócikken belül az adott személy ismertetésére ugorhat, ha a személyről önálló szócikk létezik – mint az összes uralkodó esetén –, úgy átlép az adott szócikk oldalra. Ha a név fekete, akkor a mellette található jegyzetszámra kattintva olvasható pár mondatos ismertető. Ha nincs ismertető, akkor az adott személy jelentéktelen. A férjek és feleségek szinte minden esetben másik szócikkre visznek.
Rövidítések, jelzések:
A „ Richmond n. hercege“ a következő rövidítése:  Richmond n. hercege és  Lennox n. hercege
A „ Richmond n. hercege“ a következő rövidítése:  Richmond n. hercege,  Lennox n. hercege és  Aubigny n. hercege
A „  Richmond n. hercege“  a következő rövidítése:  Richmond n. hercege és  Lennox n. hercege és  Aubigny n. hercege és  Gordon (n-5) hercege
A ● jelzés törvénytelen utódot jelent
A ◎ jelzés törvénytelen, de később törvényesített utódot jelent.
- II. Károly angol király
  - ● James Crofts (majd James Scott) (1649 – 1685),  Monmouth 1. hercege, suo jure  Buccleuch 1. hercege. Felesége: Anne Scott suo jure  Buccleuch 4. grófnője, suo jure , majd Buccleuch 1. hercegnője. Innen lásd  Buccleuch hercege
  - ● Charles FitzCharles[m 32][m 33] (1657–1680), Plymouth 1. grófja
  - ● Charles Fitzroy[m 32][m 34] (1662–1730), 1675-től  Southampton 1. hercege[m 35], 1709-től  Cleveland 2. hercege[m 36] Innen lásd  Cleveland hercege
  - ● Henry FitzRoy (1663–1690), 1672-től  Euston 1. grófja, 1675-től  Grafton 1. hercege. Innen lásd Grafton hercege
  - ● George FitzRoy (1665–1716), 1674-től  Northumberland grófja, 1678-tól  Northumberland hercege.
  - ● Charles Beauclerk (1670–1726), 1684-től  St Albans 1. hercege. Innen lásd St Albans hercege
  - ◎ Charles Lennox (1672–1723), 1675-től  Richmond 1. (IV) és  Lennox 1. (II) hercege

    - Louisa Lennox (1694–1716)[m 37]
    - Charles Lennox (1701–1750),  Richmond 2. hercege
      - Georgiana Carolina Lennox, Hollandia bárónője (1723–1774)
      - Emilia Mary Lennox (1731–1814) ∞ James FitzGerald (1722–1773), Kildare 20. grófja, Kildare 1. márkija ( 1761), Leinster 1. hercege ( 1766)
      - Charles Lennox (1735–1806), Richmond 3. hercege
      - George Henry Lennox (~1738 – 1805) PC[m 15]
        - Charles Lennox (1764–1819),  Richmond 4. hercege. Felsége: Charlotte Gordon (1768–1842)
          - Charles Gordon-Lennox (1791–1860),  Richmond 5. hercege
            - Charles Henry Gordon-Lennox (1818–1903),  Richmond 6. hercege
              - Charles Henry Gordon-Lennox (1845–1928),  Richmond 7. hercege
                - Charles Henry Gordon-Lennox (1870–1935),  Richmond 8. hercege
                  - Charles Gordon-Lennox (1899–1920), Lord Settrington[m 29]
                  - Frederick Charles Gordon-Lennox (1904–1989),  Richmond 9. hercege
                    - Charles Henry Gordon-Lennox (1929–2017),   Richmond 10. hercege
                      - Charles Henry Gordon-Lennox (1955–),    Richmond 11. hercege
                        - Alexandra Gordon-Lennox (1985–)
                        - (1) Charles Henry Gordon-Lennox, March és Kinrara grófja (1994–)
                        - (2) William Rupert Charles Gordon-Lennox (1996–)
                        - (3) Frederick Lysander Charles Gordon-Lennox (2000–) iker
                        - Eloise Cordelia Sky Gordon-Lennox (2000–) iker

                - Helen Magdalan Gordon-Lennox (1886–1965). Férje: Alan Ian Percy (1880–1930),  Northumberland 8. hercege

            - Augusta Catherine Gordon-Lennox (1827–1904) :: Férje: Wilhelm August Eduard (1823–1902),  szász-weimar-eisenachi herceg
            - Cecilia Catherine Gordon-Lennox (1838–1910) :: Férje: Charles Bingham,  Lucan 4. grófja (1830–1914)[m 38]
              - Rosalind Bingham (1869–1958) Férje: James Hamilton (1869–1953),  Abercorn 3. hercege
                - Cynthia Ellinor Beatrix Hamilton (1897–1972). Férje: Albert Spencer (1892–1975),  Spencer 7. grófja
                  - John Spencer (1924–1992),  Spencer 8. grófja
                    - Diana Spencer (1961–1997). Férje: Károly  walesi herceg

      - Louisa Augusta Lennox (1743–1821)
      - Sarah Lennox (1745–1826). Férje: William Gordon (1744-1823)
      - Cecily Lennox (1750–1769)

    - Anne Lennox (1703–1789). Férje: Willem van Keppel (1702–1754),  Albemarle 2. grófja
      - George Keppel (1724–1772),  Albemarle 3. grófja
        - William Keppel(1172–1849),  Albemarle 4. grófja
          - George Keppel (199–1891),  Albemarle 6. grófja
            - William Keppel (1832–1894),  Albemarle 7. grófja
              - George Keppel (1865–1947)
                - Sonia Cubitt (1900–1986). Férje: Roland Cubitt (1899–1962), 3. báró Ashcombe
                  - Bruce Shand (1917–2006)
                    - Kamilla Shand (1947–). Férje: III. Károly  angol király

A Wikidatára épülő interaktív családfa az EntiTree alkalmazásban.

## A Goodwood Estate Company

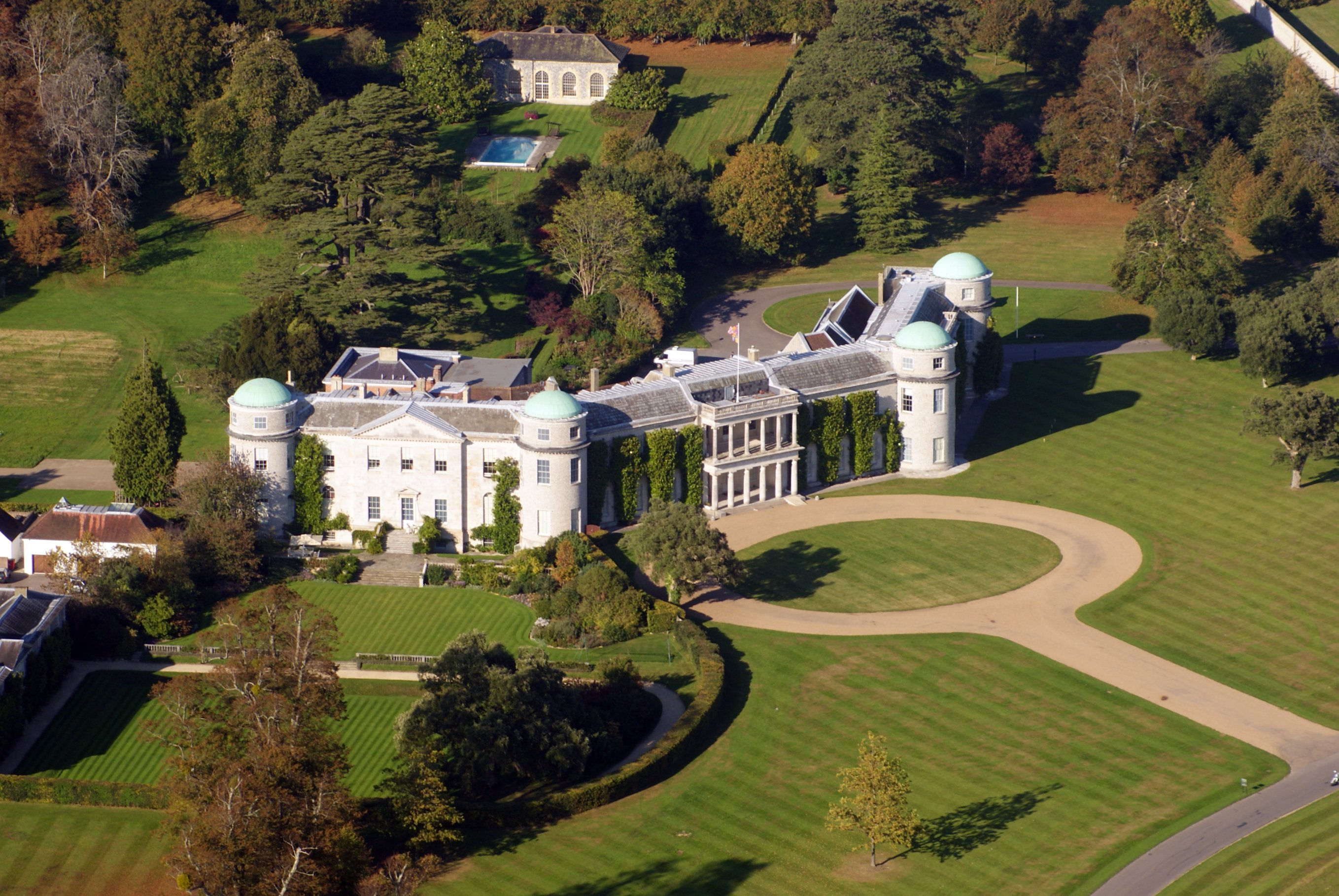
Richmond hercegeinek lakhelye, a Goodwood kastély

A Goodwood birtok 44,52 km2-en terül el Chichestertől északra. A Goodwood Estate Company egy sokrétű üzleti portfóliót foglal magában, amely tartalmazza a Goodwood versenypályát, egy 4 000 hektáros biogazdaságot, két tizennyolc lyukú golfpályát, a Goodwood repülőteret és repülőiskolát, valamint egy 91 szobás szállodát. A csoport több mint 550 embert foglalkoztat, és évente 800 000 látogatót vonz a birtokra. A birtokon található még a Goodwood Cricket Club és a Rolls-Royce Motor Cars központja is.

## Címerek
A címerpajzsok a középkorban szigorú szabályoknak feleltek meg. John Stewart of Darnley címerpajzsában egyesül a Stewartok címere és a francia ág címere. A második létrehozás grófjai egyesítik ezt címert az első létrehozás címerével, a Lennox címerrel.
A Richmond hercegi cím negyedszer a király törvénytelen fia számára lett létrehozva, a törvénytelenséget – általában – a címeren ferde pólya (bastard bar) jelez. Igaz ez II. Károly összes fiára, kivéve Charles Lennox-ra, Richmond és Lennox hercegére.
- James Crofts,  Monmouth 1. hercege
- Charles FitzCharles, Plymouth 1. grófja
- Charles Fitzroy, Cleveland 2. hercege
- Henry FitzRoy, Grafton 1. hercege
- George FitzRoy, Northumberland hercege.
- Charles Beauclerk, St Albans 1. hercege

Az eltérés megértéséhez a heraldika és a politikai körülmények kombinációját kell figyelembe venni. Charles Lennox anyja, Louise de Kérouaille Franciaországban magas társadalmi státusszal rendelkező nemes volt, aki nemcsak szeretője, hanem politikailag is fontos szövetségese volt II. Károlynak. Lennox hercegi címéhez kapcsolódott a francia Aubigny hercege cím is. Franciaországban kevésbé volt jellemző a fattyúság heraldikai jelölése, különösen egy királyi szerető fiánál. Lennox címének létrehozásakor II. Károlynak valószínűleg politikai és szimbolikus célja volt az, hogy Lennoxot teljes jogú hercegként ismerjék el, minden stigma nélkül. A Lennox és Richmond címekkel olyan presztízst adott neki, amely túlmutatott a fattyúság bármilyen jelzésén. Lennox 1675-ben kapta meg hercegi címét, amikor II. Károly már stabilabban uralkodott. Más fiait, például Monmouthot (1663) és Graftont (1672), korábban legitimálták, amikor a helyzet kevésbé volt biztos. És végül a heraldika gyakorlata nem mindig volt egységes, különösen nem a királyi család tagjainál. A fattyúság jelölése alkalmazható volt, de nem volt kötelező. Így kimondható, hogy Richmond hercegi címerében a ferde pólya hiánya II. Károly tudatos döntésének eredménye lehetett, hogy Lennoxot politikailag és társadalmilag teljes mértékben elfogadott hercegként pozicionálja, szemben más fiaival, akiknél ez az elem megjelent.
- A család francia ágának címerpajzsa. John Stewart of Darnley a francia király Évreux grófjává nevezte ki. A címet Stewart a költségei kiegyenlítése végett kapta, de a grófságot az angolok tartották megszállva. Ezért Darnley ajánlatot tett a királynak a cím visszaváráslására ötvenezer aranykoronáért[m 39]. A háborút viselő uralkodónak nem volt erre pénze, ehelyett 1428 februárjában uralkodói oklevélben feljogosította John Stuart of Darnley-t, hogy örökké viselje címerében Franciaország pajzsait...[m 40]
- A Lennox grófja (II) címerpajzsa. Négyelt pajzs. Az 1. és 4. mező: kék alapon három arany liliom vörös szegélyen belül, amely nyolc arany csattal díszített (Aubigny uradalom). A 2. és 3. mező: arany alapon ezüst és kék kockás vízszintes sáv egy vörös hullámos szegélyen belül (Stewart of Darnley). Szívpajzs: ezüst alapon egy hullámos andráskereszt négy vörös rózsa között (Lennox grófság). A Stewart mezők hullámos széle jelenti, hogy a francia ág fontosabb származást jelent.
- A Lennox hercege (I) címerpajzsa. Esmé Stewart, (1542–1583), Lennox 1. grófja (V), majd Lennox 1. hercege (I). Ezt a címerpajzsot használta az első kreáció összes hercege. A Bonkyll ágra utaló csat-keret átkerült a Stewart mezőre, amely az erősebb kötődést jelenti, a liliomos mező széle ezért hullámos. A mezők sorrendje változatlan, a fontossági sorrend nem változott.
- Richmond hercege (IV) és Lennox hercege (II) címerpajzsa, az első három (1, 2 és 3) herceg használta. Négyelt címer. Az I. és IV. nagy-négyelt kék mezőben három arany liliom (Franciaország), valamint vörös mezőben három aranypárduc balra nézve és lépő helyzetben (Anglia). II. arany mezőben vörös oroszlán, körülötte kétszer kilyuggatott virágos és ellenvirágos vörös díszszegély (Skócia). III. kék mezőben arany hárfa, ezüst húrokkal (Írország). A címerpajzsot 16 mezős, váltakozó ezüst és vörös kompozit szegély övezi, minden ezüst mezőben arany magvú, zöld csészés vörös rózsa található (Lennox).
- Richmond hercege (IV) és Lennox hercege (II) címerpajzsa A negyedik herceg címerpajzsa. Megegyezik az előzővel, de rá került egy szívpajzs: vörös mezőben három arany csat (Aubigny).
- Richmond hercege (IV) és Lennox hercege (II) címerpajzsa az ötödik herceg óta. Nagynégyelt címer. Az I. és IV. nagy–négyelt mezőben az előző címer ismétlése. A II. és III. nagy-négyelt mezőben négyelt címer. Az I. kék mezőben három arany vaddisznófej, vörös agyarakkal (Gordon), a II. arany mezőben három vörös oroszlánfej, kék nyelvvel kitépve (Badenoch), a III. arany mezőben három vörös félhold, körülöttük kétszer kilyuggatott, virágos és ellenvirágos vörös díszszegély (Seton) és a IV. kék mezőben három arany ötszirmú virág, magja a mező színével megegyező (Fraser).